# Ugo Novariensis
Ugo Novariensis (zm. 21 września 1150) – włoski kardynał.
Pochodził z Novary. Papież Celestyn II mianował go kardynałem diakonem S. Lucia in Silice (18 grudnia 1143), a papież Lucjusz II promował do rangi kardynała prezbitera San Lorenzo in Lucina (20 maja 1144). W latach 1147–1148 działał jako wicekanclerz Stolicy Apostolskiej w zastępstwie za nieobecnego kanclerza Guido Pisano.